# شانولا همتون
شانولا همتون (انگلیسی: Shanola Hampton؛ زادهٔ ۲۷ مهٔ ۱۹۷۷) هنرپیشه اهل ایالات متحده آمریکا است.
از فیلم‌ها یا برنامه‌های تلویزیونی که وی در آن نقش داشته‌است می‌توان به بی‌شرم اشاره کرد.